# Soleto
Soleto est une commune de la province de Lecce, dans les Pouilles.
Soleto, Sulitu en grec et en dialecte salentin, est une commune du Salento et appartient sur le plan linguistique à la Grèce salentine. Les habitants parlent correctement le salentin alors que la langue grecque a presque complètement disparu.

## Administration
| Période                                  | Période  | Identité   | Étiquette    | Qualité |
| ---------------------------------------- | -------- | ---------- | ------------ | ------- |
| 15 juin 2004                             | En cours | Elio Serra | Lista Civica |         |
| Les données manquantes sont à compléter. |          |            |              |         |

### Communes limitrophes
Corigliano d'Otranto, Galatina, Lequile, San Donato di Lecce, Sternatia, Zollino.

### Évolution démographique
Habitants recensés

## Jumelages
- Arcadi (Grèce).